# 백룸

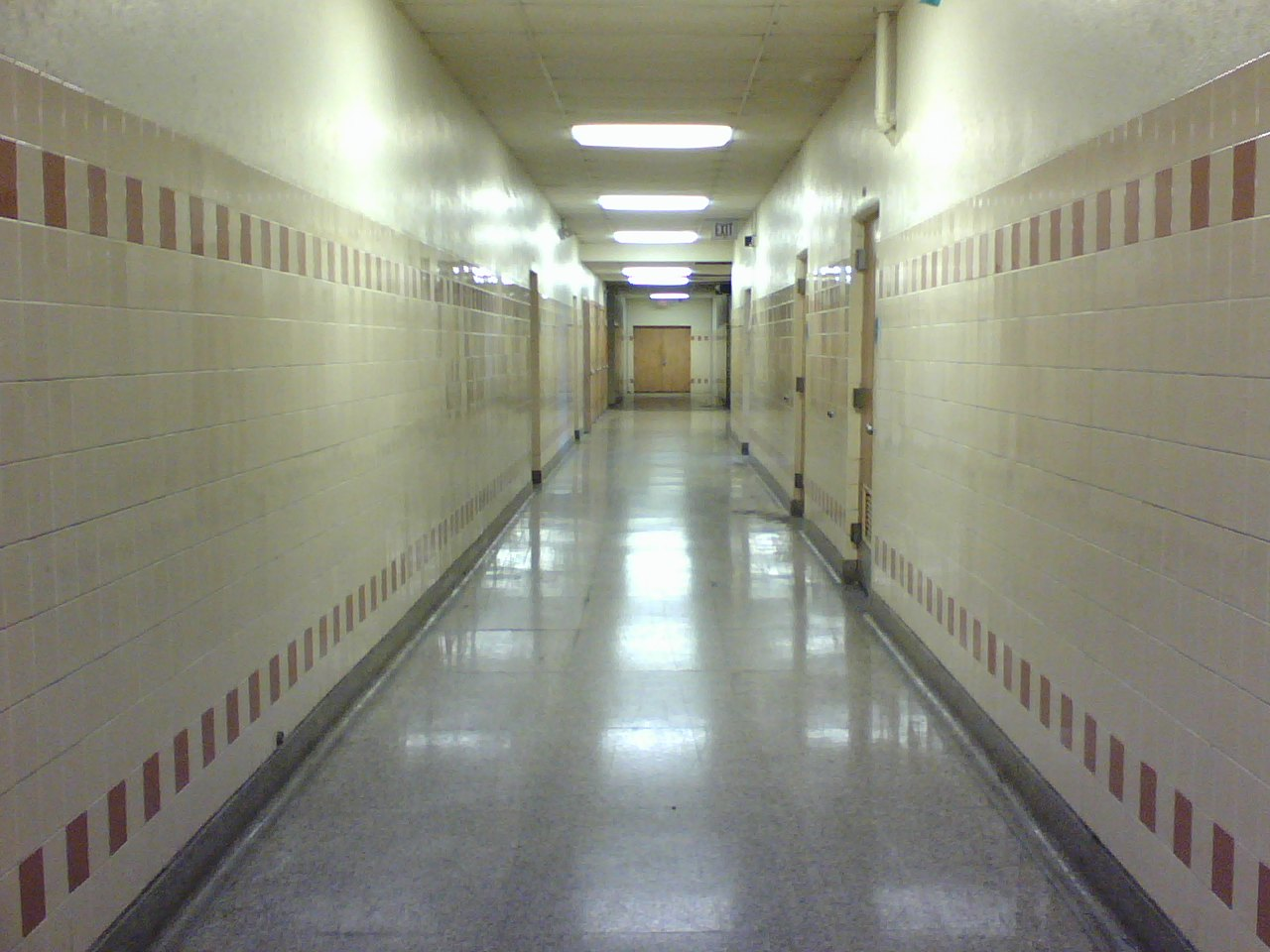
백룸의 인기는 리미널 스페이스의 인터넷 트렌드의 영향을 받은 것이다.

백룸(영어: The Backrooms)은 무작위로 생성된 방들이 끝없이 나열된 미로를 묘사하는 도시전설 및 크리피파스타이다. 제일 잘 알려진 0레벨은 젖은 카펫의 냄새, 노란 단색 톤의 벽, 윙윙거리는 형광등이 특징이다. 네티즌들은 백룸의 여러 "레벨"과 여기에 거주하는 "엔티티(entity)"를 창작하며 이 개념을 확장했다.
백룸의 개념은 "불안하게 만드는 이미지"를 요청하는 포챈 게시물에서 나왔는데, 여기서 한 익명 사용자는 업로드된 사진 중 하나를 바탕으로 이야기를 창작했다. 백룸은 리미널 스페이스의 사진, SCP 재단 협업 픽션 프로젝트, <Everywhere at the End of Time> 음반 시리즈 등 여러 공포 트렌드 및 미디어와 비교되었다. 이후 비디오 게임, 협업 픽션 위키, 유튜브 영상 등 다양한 형태의 미디어 및 인터넷 문화로 확장되었다.

## 기원 및 묘사
백룸은 2019년 5월에 포챈의 /x/ 게시판에 게시된, 불안감을 조성하는 이미지를 올려달라고 요청하는 스레드에서 유래되었다. 여기서 백룸을 묘사한 첫 번째 사진이 업로드되었는데, 이는 노란색 복도의 약간 기울어진 이미지였다. 한 익명 사용자는 사진에 댓글을 달면서 "엉뚱한 곳에서 현실로부터 노클립(noclip)되었을 때" 백룸에 들어간다고 주장했다.
포챈 게시물이 인기를 얻자, 몇몇 네티즌들은 백룸 관련 공포 이야기를 창작했다. 많은 밈이 만들어지고 소셜 미디어를 통해 공유되면서 백룸은 더욱 대중화되었다. <소맥 뉴스>의 케이틀린 큐브릭은 이를 "저주받은 꿈에 대한 무서운 크리피파스타"라고 평하며 <레지던트 이블> 시리즈의 레벨 디자인과 비교했다.
백룸 사진의 원본이 촬영된 장소는 시어스의 쿠퍼티노 지점을 철거하기 직전에 찍은 사진이라고 한다.

## 영향 및 인기

### 영화
당시 16세였던 케인 파슨스 감독(유튜브 활동명 케인 픽셀스)은 2022년 1월에 <The Backrooms (Found Footage)>라는 단편 공포 영화를 자신의 유튜브 채널에 업로드했다. 이는 젊은 카메라맨이 1996년에 녹화한 영상으로 소개되었고, 그가 우연히 백룸에 들어가 엔티티들로부터 도망치며 다른 레벨로 들어가는 모습을 담았다. 감독은 실사 장면과 3D 블렌더 렌더링을 모두 사용했고, 카메라 셰이크 및 VHS 필터 등의 효과도 있었다.
영화는 몇몇 평론가들에 의해 "아날로그 호러"로 분류되어 찬사를 받았다. WPST의 에리카 러셀은 이를 "인터넷에서 가장 무서운 영상"이라고 평했고, <드레드 센트럴>의 메리 맥앤드류스는 이를 <컨트롤>과 비교했다. <팝호러>의 제이 알렉시스는 감독의 나이에 놀랐고, <더 어서머>는 영화가 적은 예산으로 긴장감을 조성하는 방법을 보여준다고 평했다.
파슨스는 2022년 8월 24일 기준 11개의 영상 - <The Third Test>, <First Contact>, <Missing Persons>, <Informational Video>, <Autopsy Report>, <Motion Detected>, <Prototype>, <Pitfalls>, <Report>, <Presentation>, <Found Footage #2> - 을 더 업로드했다. 영상들은 "현재 및 미래의 모든 보관 및 주거 요구"를 해결하기 위해 백룸을 찾고 탐색하는 가상의 에이싱크 재단(Async Foundation)을 중심으로 돌아가고, <Informational Video>에서는 백룸을 프로젝트 KV31로 지칭했다.
<The Backrooms>는 애플 TV+의 <세브란스: 단절>에 영향을 주었다.

### 비디오 게임
인디 게임 스튜디오 파이 온 어 플레이트 프로덕션스는 2019년에 동명의 공포 게임을 출시했다. 이는 찬사를 받았으며, <블러디 디스거스팅>의 마이클 샌들은 이를 작가 샬럿 퍼킨스 길먼의 작품과 비교했다. <구루 게이머>의 시그마 클림은 이를 <유메닛키>와 비교하며 이 게임이 대부분의 공포 콘텐츠의 "진부하고 과도하게 사용된 모티프"와 달리 독특하다고 평했다. <PC 매거진>은 "최고의 무료 스팀 게임" 목록에서 이를 언급하며 이 게임이 상당히 짧음에도 불구하고 플레이어들을 "불안하게 하고 미치게 만든다"고 평했다.

## 같이 보기
- 미궁

### 내용주
1. ↑  노클립은 <둠>에서 유래한 비디오 게임 관련 용어로, 플레이어가 길을 가로막는 물리적 장벽을 통과하는 현상이다.

### 참조주
1. ↑  “unsettling images”. 4chan. 2019년 5월 12일. 2019년 5월 12일에 원본 문서에서 보존된 문서.
2. ↑  Patston, Manning (2021년 8월 3일). “The Backrooms: an eerie phenomenon lies behind these familiar hallways”. 《Happy Mag》.
3. ↑  Kubrick, Kaitlyn (2020년 4월 17일). “What is The Backrooms? The terrifying creepypasta of cursed dreams”. 《Somag News》. 2022년 2월 26일에 원본 문서에서 보존된 문서. 2022년 8월 27일에 확인함.
4. ↑  Kane Pixels (2022년 1월 7일). “The Backrooms (Found Footage)”. 《유튜브》.
5. ↑  Hellerman, Jason (2022년 2월 1일). “'The Backrooms' Is the Viral Horror Short Shaking the Internet Up”. 《No Film School》.
6. ↑  Dennison, Kara (2022년 2월 7일). “See Attack on Titan Through the Eyes of Backrooms Director Kane Pixels”. 《Otaku USA Magazine》.
7. ↑  Russell, Erica (2022년 1월 17일). “Is This Viral Found Footage Horror Short the Scariest Video on the Internet?”. 《WPST》.
8. ↑  McAndrews, Mary (2022년 1월 14일). “‘The Backrooms’ Is A Found Footage Nightmare Freaking Out The Internet”. 《Dread Central》.
9. ↑  Alexis, Jay (2022년 1월 23일). “‘The Backrooms’ (2022): A scary Found Footage Short That’s Going Viral – Movie Review”. 《PopHorror》.
10. ↑  “The Backrooms”. 《The Awesomer》. 2022년 1월 17일.
11. ↑  Kane Pixels (2022년 1월 14일). “Backrooms - The Third Test”. 유튜브.
12. ↑  Phil (2022년 2월 13일). “Cool Short: Backrooms – Informational Video”. 《Live for Films》.
13. ↑  Francisco, Eric (2022년 2월 24일). “Severance reveals the 'scary' and 'surreal' underbelly of office work in 2022”. 《Inverse》.
14. ↑  “THE BACKROOMS GAME”. 《메타크리틱》.
15. ↑  Sandal, Michael (2020년 4월 30일). “‘The Backrooms Game’ Brings a Modern Creepypasta to Life [What We Play in the Shadows]”. 《블러디 디스거스팅》.
16. ↑  Klim, Sigma (2019년 8월 12일). “Test Your Nerve With This Eerie Title – The Backrooms Game”. 《구루 게이머》.
17. ↑  Zamora, Gabriel (2019년 8월 13일). “The 15 Best Free Steam Games”. 《PC 매거진》.